# Dán és norvég ábécé
A dán és norvég ábécé a latin ábécén alapul és 29 betűt tartalmaz:
Az Å 1917-től szerepel a norvég ábécében, viszont a dánba csak 1948-ban vették fel. Az egykori aa kettős betűt helyettesíti, amely manapság már csak nevekben és régi dokumentumokban fordul elő. Olyan helyeken, ahol nincs mód az å használatára, ott ma is az aa-t használják helyette. Ugyanakkor az aa-val írt szavak ugyanúgy rendeződnek, mintha å-val írnák. Az å eredetileg az a előtt állt, 1955-ben került a mai helyére, az ábécé végére.
Eredetileg a dán és norvég w a v változata volt, sorba rendezéskor is a v közé sorolták (például "Wales, Vallø, Washington, Wedellsborg, Vendsyssel"). Ma már két különálló betűnek tekintjük őket, bár a w csak nevekben valamint idegen szavakban fordul elő, különösen a norvégben.

## Lásd még
- Fuþark, a germán rúna